# Моріц Бауер
Моріц Бауер (нім. Moritz Bauer, нар. 25 січня 1992, Вінтертур) — австрійський та швейцарський футболіст, що грав на позиції захисника.
Виступав, зокрема, за клуб «Грассгоппер», з яким став володарем Кубка Швейцарії, та «Селтік», вигравши чемпіонат Шотландії та Кубок шотландської ліги. Також грав за національну збірну Австрії.

## Клубна кар'єра
У дорослому футболі дебютував 2011 року виступами за команду «Грассгоппер», в якій провів п'ять сезонів, взявши участь у 93 матчах чемпіонату. У сезоні 2012/13 виграв розіграш Кубка Швейцарії, зігравши в фіналі з «Лугано».
У червні 2016 року Бауер перейшов до «Рубіна», де за два сезони зіграв 37 матчів у чемпіонаті й був визнаний гравцем року за опитуваннями вболівальників клубу за підсумками сезону 2016/17.
9 січня 2018 року перейшов у англійський «Сток Сіті», уклавши контракт на 4,5 роки. У Прем'єр-лізі 2017/18 він провів 15 матчів, але команда вилетіла до Чемпіоншипу. Там наступного сезону він провів 8 матчів, але через зміну тренерів втратив місце в основі.
28 серпня 2019 року приєднався до шотландського «Селтіка» на правах оренди з опцією викупу і дебютував 1 вересня 2019 року в дербі Олд Фірм з «Рейнджерс» (2:0). З кормандою за підсумками сезону 2019/20 став чемпіоном Шотландії та володарем Кубка ліги.
5 лютого 2021 року на правах оренди відправився до російської «Уфи», а вже влітку підписав із командою повноцінний контракт.
25 січня 2022 року уклав угоду з швейцарським «Серветтом» до літа 2023 року і зіграв у Суперлізі 25 матчів, забивши 1 гол. Після завершення сезону 2022/23 залишив клуб, ставши вільним агентом.

## Виступи за збірні
2010 року дебютував у складі юнацької збірної Швейцарії (U-19), загалом на юнацькому рівні взяв участь у 1 іграх.
2013 року залучався до складу молодіжної збірної Швейцарії. На молодіжному рівні зіграв у 3 офіційних матчах.
Бауер мав вибір виступів між Швейцарією (за місцем народження) та Австрією (завдяки батьку) й отримав перший виклик від Австрійського футбольного союзу наприкінці серпня 2017 року для матчів кваліфікації ЧС-2018 проти Уельсу та Грузії. 5 вересня 2017 року дебютував в офіційних іграх у складі національної збірної Австрії в домашньому матчі проти Грузії (1:1). Загалом протягом кар'єри в національній команді, яка тривала 2 роки, провів у її формі 6 матчів.

### Матчі
| Дата              | Стадіон                         | Суперник   | Рахунок | Турнір            |
| ----------------- | ------------------------------- | ---------- | ------- | ----------------- |
| 5 вересня 2017    | «Ернст-Гаппель-Штадіон», Відень | Грузія     | 1–1     | Відбір на ЧС-2018 |
| 6 жовтня 2017     | «Ернст-Гаппель-Штадіон», Відень | Сербія     | 3–2     | Відбір на ЧС-2018 |
| 9 жовтня 2017     | «Зімбру», Кишинів               | Молдова    | 0–1     | Відбір на ЧС-2018 |
| 14 листопада 2017 | «Ернст-Гаппель-Штадіон», Відень | Уругвай    | 2–1     | Товариський матч  |
| 27 березня 2018   | «Жозі Бартель», Люксембург      | Люксембург | 4–0     | Товариський матч  |
| 2 червня 2018     | «Вертерзее-Штадіон», Клагенфурт | Німеччина  | 2–1     | Товариський матч  |

## Титули і досягнення
- Володар Кубка Швейцарії (1):

«Грассгоппер»: 2012/13
- Володар Кубка шотландської ліги (1):

«Селтік»: 2019/20
- Чемпіон Шотландії (1):

«Селтік»: 2019/20